# Klokken
 Denne artikel omhandler dagligdags tidsangivelse. For andre betydninger af klokke, se Klokke.
Klokken eller klokkeslættet betegner (brugt i rette sammenhæng) et udtryk for tidsangivelse i timer og mindre enheder, som i: "hvad er klokken?" Klokken/klokkeslættet refererer til, hvad et korrekt indstillet ur på et givent tidspunkt viser – omsat i dagligdags sprog.
Begrebet bruges først og fremmest som en enhedsangivelse (tid) i form af fx 'klokken fem' (forkortet: 'kl. 5'), men små børn kan også 'lære klokken', dvs. at de kan blive lært, hvordan man aflæser et ur.

## Dagligdags tidsenheder
- "Et" til "fireogtyve", underforstået 'timer' (1 cyklus på en dag)
- "Et" til "tolv", underforstået 'timer' (2 cykler på en dag)
- "Halv ...[indsæt timetal]" (en halv time fratrukket)
- "Kvart i ...[indsæt timetal]" (et kvarter fratrukket)
- "Kvart over ...[indsæt timetal]" (et kvarter tillagt)
- "Et minut i ...[indsæt timetal]" til "niogtyve minutter i ...[indsæt timeantal]" (minut(ter) fratrukket)
- "Et minut over ...[indsæt timetal]" til "niogtyve minutter over ...[indsæt timeantal]" (minut(ter) tillagt)

## Dagligdags præcision
Normalt ønskes svaret på spørgsmålet "hvad er/siger klokken" kun præciseret ned til timer eller fjerdedele timer og desuden kun op til et halvt døgn. Hvis klokken fx er 18:49, vil man således ofte nøjes med at sige, at den er kvart i syv. Præcisionen skifter dog naturligt nok med behovet i en given situation, dvs. i forhold til hvad man formoder spørgeren ikke allerede ved i forvejen – og desuden har brug for at vide.

## Historisk
Når vi taler om "klokken", er det en reminiscens fra en tid da ure ikke var hvermands eje, og man derfor var afhængig af ure/klokker i kirketårne eller andre offentlige bygninger. Disse var forsynet med slagværk som slog time- og ofte tillige kvarterslag. Man sagde derfor "klokken er slået ni" (dvs. har slået ni slag), eller blot "klokken er ni". De færreste tænker i dag på at klokkeslæt betyder "klokkeslag".
Endnu i 1800-tallet kunne man sige "klokken gaar til ni". Dette betød blot at den var over otte. "Klokken er et kvarter til ni" betød 8:15.